# Sitora Harimau Jadian

Sitora Harimau Jadian est un film malaisien sorti en 1964, réalisé et joué par P. Ramlee. C'est le seul film de P. Ramlee qui soit perdu ou détruit. En 2021, le magazine américain de fans de films d'horreur Fangoria a créé le film Sitora inspiré par ce film,

## Synopsis
Les habitants de Kampung Kiambang vivent isolés et croient aux superstitions, attribuant les actes malveillants aux esprits et aux démons. Par conséquent, Tok Bomoh est une personne très importante dans le village et est respecté par les habitants comme une autorité. Un nouvel arrivant nommé Pendekar Amin s'installe dans le village pour gagner sa vie en tant que commerçant. Il vit avec sa femme et leur fille, Naemah. Pendekar Amin ne croit pas aux superstitions et n'a pas besoin de l'aide de Tok Bomoh. Depuis son arrivée, les villageois sont souvent perturbés par une créature à tête de tigre, connue sous le nom de Sitora. On dit que ce tigre-garou dérange ceux qui ne "payent pas pour la protection". La vie de la famille de Pendekar Amin est également en danger. Le chef de la police du village (OCPD) a reçu de nombreuses plaintes concernant la violence de Sitora, mais il n'y croit pas. Il pense que les habitants ont besoin d'un médecin diplômé pour contrer les pratiques superstitieuses de Tok Bomoh. L'arrivée du Dr. Affendi est accueillie avec joie par le chef de la police. Par coïncidence, Naemah s'est évanouie après avoir été perturbée par Sitora et Tok Bomoh essaie de la soigner. Le Dr. Affendi est immédiatement conduit chez Pendekar Amin et arrête Tok Bomoh. Grâce aux soins du Dr. Affendi, Naemah se rétablit, provoquant la colère de Tok Bomoh. Le Dr. Affendi ouvre ensuite une clinique dans le village, mais les habitants sont toujours perturbés par Sitora. Lorsque Naemah est à nouveau attaquée par Sitora, Pendekar Amin, avec l'aide du Dr. Affendi, tente de capturer Sitora en utilisant les secrets de la créature connus de Tok Bomoh.

## Fiche technique
- Titre : Sitora Harimau Jadian
- Réalisation : P. Ramlee
- Scénario : P. Ramlee
- Pays d’origine :  Malaisie
- Langue : malais
- Format : Noir et blanc
- Date de sortie : 1964